# Marcus Titius
Marcus Titius († nach 12 v. Chr.) war ein römischer Politiker, Senator und Feldherr in der Endphase der Republik. Einige Jahre nach der Ermordung Caesars schloss er sich Marcus Antonius an, befahl 35 v. Chr. die Hinrichtung des Sextus Pompeius und ging 32 v. Chr. zu Octavian (dem späteren Augustus) über, als sich dieser kurz vor der entscheidenden Auseinandersetzung mit Antonius befand. Dafür wurde er 31 v. Chr. mit dem Suffektkonsulat belohnt und 13/12 v. Chr. zum Statthalter der römischen Provinz Syria ernannt.

## Herkunft und Leben als Proskribierter
Marcus Titius war der Sohn eines Lucius Titius und Neffe von Lucius Munatius Plancus. Lucius Titius, von dem keine magistratische Funktion überliefert ist, wurde Ende 43 v. Chr. proskribiert und rettete sich zu Sextus Pompeius. Daraufhin stellte sein Sohn Marcus Titius eigenmächtig eine Flottenabteilung zusammen und überzog die Küste Etruriens mit Plünderungen. 40 v. Chr. wurde er von Pompeius’ Admiral Menodoros in Gallia Narbonensis gefangen genommen, aber seinem Vater zuliebe von Pompeius begnadigt. Als die Triumvirn Marcus Antonius und Octavian im Sommer 39 v. Chr. ihren Konflikt mit Sextus Pompeius durch den Vertrag von Misenum beilegen wollten, durften zahlreiche Verbannte, so auch Marcus Titius und sein Vater, nach Rom zurückkehren.

## Laufbahn unter Antonius
Wohl unter dem Einfluss seines Onkels Munatius Plancus wurde Titius bald ein Gefolgsmann von Antonius. Unter dessen Oberkommando kämpfte er im Jahr 36 v. Chr. als Quästor in Medien gegen die Parther. Nach vergeblicher Belagerung der medischen Festung Phraaspa wurde das Heer von Antonius beim Rückzug wiederholt von den Parthern angegriffen. Bei einer dieser Attacken versuchte Titius vergeblich, den Tribun Flavius Gallus von einem gewagten Gegenstoß abzuhalten. Die Truppen des Gallus wurden bald abgeschnitten und umzingelt; erst Antonius selbst konnte die Situation durch Heranführung der Hauptarmee retten.
Nach seiner endgültigen Niederlage gegen Octavian war inzwischen Sextus Pompeius Ende 36 v. Chr. nach Lesbos geflüchtet, wo er eine neue Armee und Flotte aufzustellen versuchte. Als Antonius nach seiner Rückkehr aus dem Partherkrieg von der Ankunft des Pompeius erfuhr und dessen Gesandte ihm Bündnisverhandlungen anboten, beauftragte er Titius, mit Land- und Seestreitkräften dem Flüchtigen entgegenzuziehen und nötigenfalls zu bekämpfen. Wäre Pompeius jedoch zur Unterwerfung bereit, sollte Titius ihm ehrenvolles Geleit nach Alexandria geben. Unterdessen war aber Pompeius Anfang 35 v. Chr. im nordwestlichen Kleinasien gelandet, ohne dass ihn Gaius Furnius, der Statthalter der Provinz Asia, darin gehindert hätte, denn Furnius hatte dafür zu wenig Truppen und kannte den Beschluss von Antonius noch nicht. Pompeius konnte Lampsakos, Nikaia und Nikomedia erobern, doch dann traf Titius aus Syrien kommend mit seiner Armee und 120 Schiffen ein. Zu ihnen stießen weitere 70 Schiffe des Antonius, der Rest jener Flotte, die früher Octavian beim Kampf gegen Pompeius unterstützt hatte und nun von Sizilien zurückkehrte. Das Hauptquartier der Flotte wurde Prokonnesos.
Da Titius Verhandlungen ablehnte und mit seinen Seestreitkräften weit überlegen war, verbrannte Sextus Pompeius seine Flotte, integrierte deren Besatzungen in sein Landheer und wollte über Bithynien nach Armenien gelangen. Dabei wurde er von den Heeren des Titius, Furnius und Amyntas, Königs der Galater, verfolgt. Zwar konnte Pompeius seinen Gegnern durch einen Überfall Verluste beibringen, doch wurde seine Lage rasch ziemlich düster. Er bat den Freund seines Vaters, Furnius, um Verhandlungen, bot ihm seine Ergebung an und wollte von ihm zu Antonius geleitet werden. Doch Furnius verwies ihn an Titius, scheint also nicht zum Abschluss von Abmachungen berechtigt gewesen zu sein, da offenbar Titius der Oberbefehlshaber der Armee war. Daraus kann der Schluss gezogen werden, dass nicht mehr Furnius, sondern Titius seit Anfang 35 v. Chr. Statthalter von Asia war. Pompeius lehnte es aber strikt ab, sich Titius zu ergeben, den er einst als Gefangenen begnadigt hatte und deshalb als undankbar erachtete. Er versuchte nachts, mit leichtbewaffneten Truppen heimlich die Küste zu erreichen und die Schiffe des Titius in Brand zu stecken. Da jedoch sein Stiefbruder Marcus Aemilius Scaurus den Plan verriet, konnte ihn Amyntas mit 1500 Reitern bei Midaeion in Phrygien einholen und gefangen nehmen. Auf Befehl des Titius wurde er nach Milet überstellt und dort etwa im Sommer 35 v. Chr. hingerichtet.
Ob Titius bei dieser Hinrichtung selbständig, auf Befehl des Antonius oder des Munatius Plancus handelte, ist unsicher und war schon in der Antike umstritten. Der kaiserzeitliche Historiker Cassius Dio gibt an, Antonius habe zuerst in einem Brief an Titius das Todesurteil befohlen, dieses aber in einem zweiten Schreiben wieder aufgehoben. Trotzdem sei die Exekution des Pompeius erfolgt, weil Titius entweder dem Brief mit dem Hinrichtungsbefehl absichtlich entsprochen oder ihn irrtümlicherweise für das zweite Schreiben gehalten habe. Die letztere Möglichkeit ist angesichts der Verhältnisse des antiken Briefwesens sehr unwahrscheinlich. Laut dem Militärhistoriker Appian ließ Titius den Pompeius aus Zorn wegen einer früheren Beleidigung oder im Auftrag von Antonius töten, doch habe im letzteren Fall vielleicht nicht der Triumvir selbst, sondern der mit dessen Siegel unterzeichnende Munatius Plancus den Befehl erteilt. Antonius habe nämlich laut einigen Appian vorliegenden Quellen mit Rücksicht auf seine Geliebte, die ägyptische Königin Kleopatra VII., die Pompeius wohlgesinnt war, ebenso wie wegen dessen Ansehen nicht als Hauptverantwortlicher erscheinen wollen. Trotz der widersprüchlichen Quellenlage erscheint es jedenfalls ziemlich sicher, dass dieses Urteil mit Wissen und Einverständnis des Antonius erfolgte.
Wahrscheinlich ab 34 v. Chr. war Titius Pontifex.
Ende 33 v. Chr. begann sich die bevorstehende Auseinandersetzung der Triumvirn um die alleinige Beherrschung des gesamten Römischen Reichs abzuzeichnen. Am Anfang der Kriegsvorbereitungen versammelte Antonius im Winter 33/32 v. Chr. seine Truppen in Ephesos. Dort bemühte sich Titius zusammen mit seinem Onkel Munatius Plancus, Gnaeus Domitius Ahenobarbus und anderen führenden Anhängern des Antonius vergeblich, den Triumvirn zu einer Rücksendung Kleopatras zu überreden. Bald verlegte Antonius sein Hauptquartier nach Samos. Offenbar fuhr Titius damals mit seinem Oberbefehlshaber zu dieser Insel, wie eine ihm gewidmete Ehreninschrift aus Samos zu belegen scheint.

## Übertritt zu Octavian
Wie sein Onkel Munatius Plancus ging Titius im Juni oder Juli 32 v. Chr. zu Octavian über. Laut dem antiken Biographen Plutarch erfolgte dieser Parteiwechsel, weil die beiden Männer wegen ihrer Ablehnung einer weiteren Teilnahme Kleopatras am Krieg von dieser beleidigend behandelt worden seien. Der tatsächliche Grund für ihr Überlaufen wird aber eher in ihrem Opportunismus zu suchen sein. Zwar waren sie früher mit Kleopatra so befreundet gewesen, dass sich Plancus übertrieben unterwürfig gegenüber der Königin gezeigt und diese sogar die kilikische Stadt Titiopolis nach Titius benannt hatte, doch dürften Onkel und Neffe im Laufe der propagandistischen und militärischen Vorbereitungen des Krieges zunehmend Zweifel an Antonius’ Siegeschancen gekommen sein, so dass sie die Seiten wechselten. Vielleicht spielten bei ihrer Entscheidung auch Streitigkeiten mit anderen führenden Antonianern, Plancus’ abgekühltes Verhältnis zu Antonius (da Plancus finanzielle Unregelmäßigkeiten vorgeworfen wurden) und weitere von der octavianischen Propaganda überdeckte Gründe eine Rolle.
Die beiden Überläufer setzten Octavian vom Aufbewahrungsort und Inhalt des von ihnen einst als Zeugen unterzeichneten Testaments des Antonius in Kenntnis. Der spätere Kaiser bemächtigte sich widerrechtlich des bei den Vestalinnen aufbewahrten Schriftstücks und fand in dessen (vielleicht von ihm gefälschten) Bestimmungen – insbesondere Antonius’ Bestätigung der Gebietsschenkungen an Kleopatras Kinder und dem Wunsch, in Ägypten bestattet zu werden – weitere Gründe, um von Senat und Volk endlich volle Unterstützung für den Krieg gegen Antonius zu erhalten.

## Karriere unter Octavian-Augustus
In Rom veranstaltete Titius Spiele im Theater des Pompeius. Doch der Tote genoss immer noch große Popularität. Daher wurde sein Mörder ausgepfiffen und musste das Theater aus Angst vor der erregten Menge rasch verlassen. Als Suffektkonsul amtierte Titius von Mai bis Oktober 31 v. Chr. In dieser Eigenschaft nahm er an den letzten Kämpfen vor der entscheidenden Schlacht bei Actium teil. Damals besiegte er zusammen mit Titus Statilius Taurus die Reiterei des Antonius, so dass Deiotaros Philadelphos, der König von Paphlagonien, zu Octavian überlief.
Etwa 13/12 v. Chr. löste Titius den engen Freund und Admiral Octavians, Marcus Vipsanius Agrippa, als Statthalter von Syria ab. Der jüdische König Herodes konnte die Streitigkeiten zwischen Titius und dem kappadokischen König Archelaos schlichten, als er den letzteren nach Antiochia begleitete und dort mit Titius zusammentraf. Ferner empfing Titius als syrischer Statthalter vier Kinder, ebenso viele Enkel und zwei Schwiegertöchter des Partherkönigs Phraates IV. als Geisel. Das Todesjahr von Titius ist unbekannt.

## Ehe
Titius war mit Fabia Paullina, Tochter des Quintus Fabius Maximus, Suffektkonsul im Jahr 45 v. Chr., verheiratet. Vermutlich blieb die Ehe kinderlos.